# Cosmosoma parana
Cosmosoma parana là một loài bướm đêm thuộc phân họ Arctiinae, họ Erebidae.